# Tarentel
Tarentel è una band nata a San Francisco, California nel 1995. Inizialmente, la band era costituita da Danny Grody e Jefre Cantu-Ledesma. La formazione è cambiata non poco negli anni, ed ha visto partecipare John Hughes, Trevor Montgomery, Patricia Kavanaugh, Kenseth Thibideau, Jeffrey Rosenberg, Jim Redd, Tony Cross, Steve Dye ed altri ancora.
Attualmente la band è costituita da Jefre Cantu-Ledesma, Danny Grody, Jim Redd e Tony Cross.
I Tarentel iniziarono la loro attività come un band post-rock, caratterizzati da brani molto lunghi e dalle sonorità simili a quelle di Godspeed You! Black Emperor e Mogwai. Nel tempo, tuttavia, il loro stile è gradualmente maturato in uno più povero e più concentrato sull'improvvisazione, includendo generi diversi, dal noise, al drone ad elementi di psichedelico.

## Discografia parziale
- 1999 – From Bone to Satellite
- 2001 – The Order of Things
- 2002 – Mort aux Vaches
- 2004 – We Move Through Weather
- 2007 – Ghetto Beats on the Surface of the Sun
- 2007 – Home Ruckus: Bottled Smoke